# Грузиненко Андрій Лук'янович
Андрі́й Лук'я́нович Грузине́нко (1920 —1945) — учасник бойових дій у роки німецько-радянської війни, повний кавалер Орденом Слави.

## Життєпис
Народився в селі Дахнівка (нині мікрорайон міста Черкаси у селянській родині. Українець. Закінчив 4 класи. Працював ковалем у колгоспі.
У Червоній Армії з жовтня 1940 року. У діючій армії з жовтня 1941 року. Воював на Західному, Брянському, 1-му Українському фронтах на посадах навідника і командира артилерійської гармати. Брав участь в Орловській, Проскурівсько-Чернівецької, Львівсько-Сандомирської, Сандомирско-Сілезької, Нижньосилезькою, Верхнесилезськой і Берлінській наступальних операціях.
У ході Проскурівсько-Чернівецької операції підрозділу 49-ї механізованої бригади відбивали контрудар противника в районі міста Кам'янець-Подільський (нині Хмельницька область, Україна). 29 березня 1944 навідник гармати А. Л. Грузиненко підбив німецький танк, а при наближенні німців до вогневої позиції вогнем з особистої зброї знищив 11 солдатів противника. Наказом командира 6-го гвардійського механізованого корпусу від 18 квітня 1944 гвардії єфрейтор Грузиненка Андрій Лук'янович нагороджений орденом Слави 3-го ступеня.
У ході Сандомирско-Сілезької наступальної операції 15 січня 1945 при відображенні контратаки німців в районі населеного пункту Сукув-Бабі (7 кілометрів на південь від міста Кельців; нині центру Свентокшиського воєводства, Польща) гармата А. Л. Грузиненка точним вогнем прямою наводкою підбила 4 бронетранспортера і знищила до роти живої сили противника. Наказом командувача 4-ї танкової армії від 20 лютого 1945 гвардії сержант Грузиненко Андрій Лук'янович нагороджений орденом Слави 2-го ступеня.
17 березня 1945 за бойові відзнаки 49-я механізована бригада була перетворена в 35-у гвардійську механізовану бригаду. 18 квітня 1945 частини 6-го гвардійського механізованого корпусу форсували річку Шпрее під Берліном. Переправі частин перешкоджав вогонь самохідного артилерійської установки противника. Командир 76-мм гармати 4-ї батареї артилерійського дивізіону 35-ї гвардійської Кам'янець-Подільської орденів Кутузова та Богдана Хмельницького механізованої бригади (6-й гвардійський Львівський Червонопрапорний механізований корпус, 4-а гвардійська танкова армія, 1-й Український фронт), гвардії сержант А. Л. Грузиненко, виявивши ціль, викотив гармату на пряму наводку і двома пострілами підпалив самохідну артилерійську установку, забезпечивши переправу підрозділів. 22 квітня 1945 року А. Л. Грузаненко загинув у бою в районі міста Луккенвальде. Указом Президії Верховної Ради СРСР від 27 червня 1945 року за зразкове виконання бойових завдань командування на фронті боротьби з німецькими загарбниками і проявлені при цьому доблесть і мужність гвардії сержант Грузиненко Андрій Лук'янович нагороджений орденом Слави 1-го ступеня посмертно.
Похований у братській могилі на південній околиці населеного пункту Доббріко (10 кілометрів на північний захід від міста Луккенвальде, район Тельтов-Флемінг, земля Бранденбург, Німеччина). Ім'ям А. Л. Грузіненко названа школа в його рідному селі Дахнівка (нині мікрорайон міста Черкаси).
На честь Грузиненка була названа одна з вулиць міста Черкаси.